# وسم إسرائيل
وسم إسرائيل هي حملة تديرها الحكومة الإسرائيلية لتحسين صورة إسرائيل في الخارج. فإنها تأمل في مواجهة المواقف السلبية للأجانب تجاه إسرائيل من خلال إظهار «الوجه الأجمل» لإسرائيل، والتقليل من أهمية الدين، وتجنب مناقشة نزاع الدولة مع الشعب الفلسطيني. الهدف من الحملة هو ترسيخ دولة إسرائيل كمجتمع عالمي، تقدمي، غربي وديمقراطي مقارنةً إياها بالدول المجاورة الإسلامية والقمعية والمعادية للمثليين. 
تتحمل ثلاث وزارات إسرائيلية مسؤولية حملة وسم إسرائيل؛ وزارة الخارجية ووزارة السياحة ووزارة الشؤون الاستراتيجية.
يجادل النقاد بأن حملة وسم إسرائيل مصممة بشكل صريح لإخفاء انتهاكات إسرائيل لحقوق الإنسان والقانون الدولي تحت ستار التألق الفني والعلمي.

## سمعة إسرائيل السيئة
بسبب صراع إسرائيل الطويل مع الشعب الفلسطيني، الأجانب تحمل وجهات نظر سلبية لإسرائيل. غالبًا ما يتم تصنيف الدولة في الاستطلاعات على أنها من الدول الأقل شهرة. على سبيل المثال، وجد استطلاع الوسم من عام 2006 أن: 
إسرائيل أسوأ وسم في العالم... يعتبر وسم إسرائيل بهامش كبير هو الأكثر سلبية الذي قمنا بقياسه على الإطلاق... إذا كانت نية إسرائيل هي الترويج لنفسها كمكان مرغوب للعيش فيه والاستثمار فيه، فإن التحدي يبدو شديد الانحدار.
وفي سياق مماثل، اعتقد 52٪ من المشاركين في استطلاع أجرته هيئة الإذاعة البريطانية عام 2012 أن لإسرائيل تأثيرًا سلبيًا على العالم، ووجد استطلاع أجرته مؤسسة غالوب عام 2003 بين مواطني الاتحاد الأوروبي أن إسرائيل يُنظر إليها على أنها أكبر تهديد للأمن العالمي. إسرائيل أيضًا، نتيجة لسياساتها ضد الفلسطينيين وأنشطة حركة المقاطعة، أصبحت مرتبطة بشكل متزايد بالفصل العنصري وجرائم الحرب. يتوقع ريس كريلي وإيلان مانور أن الحكومة الإسرائيلية اليمينية ستؤدي إلى تدهور سمعة إسرائيل.

## تاريخ
بدأت جهود إسرائيل لإعادة وسم نفسها بشكل غير رسمي في عام 2003 بمبادرة من رجال الأعمال وخبراء الإعلام الأمريكيين. أشار أحد المسؤولين التنفيذيين في مجال الإعلانات إلى أن سمعة إسرائيل السيئة في الولايات المتحدة تنبع من نقص المعرفة بالدولة. في الوقت نفسه، أنشأت وزارة الخارجية قسمًا جديدًا لهاسبارا لتعزيز الإنجازات والأنشطة الإيجابية لإسرائيل. 
تم إطلاق حملة وسم إسرائيل في عام 2005 وأدارها إيدو أهاروني في وزارة الخارجية. انعقد مؤتمر في تل أبيب في عام 2007 بدأ الحملة بميزانية قدرها أربعة ملايين دولار منحت لوزارة الخارجية ومبلغ 11 مليون دولار لوزارة السياحة. في عام 2010، خصصت وزارة الخارجية أكثر من 26 مليون دولار للوسم للسنوات القادمة.

## إستراتيجية
إستراتيجية وسم لإسرائيل هي التعامل مع الثقافة كشكل من أشكال الدعاية وتشجيع العاملين في مجال الثقافة الإسرائيليين علی الجماهير في الخارج.
تطلب وسم إسرائيل التجارية من «مقدمي الخدمات» - الفنانين والكتاب - توقيع عقد لتلقي تمويل حكومي كجزء من الحملة. ينص العقد على ما يلي: 
يتعهد مقدم الخدمة بالعمل بأمانة ومسؤولية وبدون كلل لتزويد الوزارة بأعلى الخدمات المهنية. يدرك مقدم الخدمة أن الغرض من طلب الخدمات منه هو تعزيز المصالح السياسية لدولة إسرائيل من خلال الثقافة والفن، بما في ذلك المساهمة في خلق صورة إيجابية لإسرائيل. ...
لن يقدم مقدم الخدمة نفسه كوكيل أو مبعوث و / أو ممثل للوزارة. ...
يحق للوزارة إنهاء هذا العقد أو جزء منه على الفور ووفقًا لتقدير الوزارة وحدها إذا كان مقدم الخدمة لا يزود الوزارة بالخدمات و / أو لا يفي بالتزاماته بموجب هذا العقد... لن يقوم مقدم الخدمة بأي مطالبة أو طلب أو رفع دعوى بناءً على إنهاء العقد من قبل الوزارة.

## أنشطة

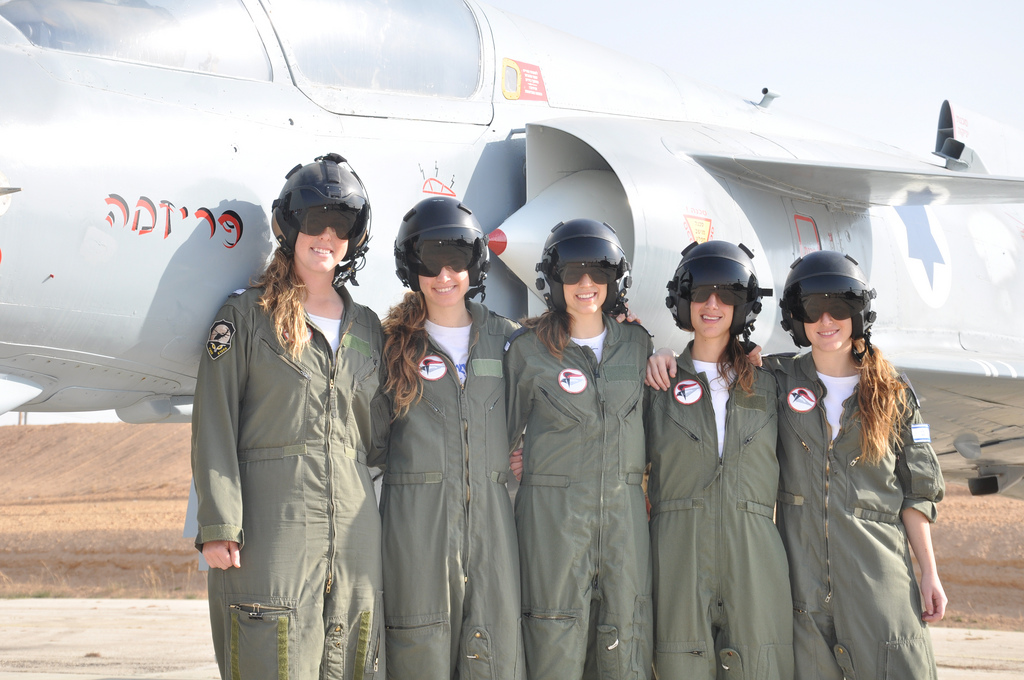
حملة وسم إسرائيل التي تم تسويقها لشبان أمريكيين ظهرت فيها مجندات يرتدين البكيني.

عرضت حملة وسم إسرائيل في يوليو / تموز 2007 مجندات في الجيش الإسرائيلي يرتدون ملابس قليلة في مجلة الرجال الأمريكيين مكسيم. تحت عناوين مثل «المختارون»، وصفت مكسيم النساء بإستحسان بأنهن «ميتات جميلات ويمكنهن تفكيك عوزي في ثوانٍ.» كان الهدف المعلن للحملة هو إظهار إسرائيل في سياق غير سياق الحرب. لم يكن الجميع مسرورين بحملة وزارتي الخارجية والسياحة. ووصفتها عضو البرلمان الإسرائيلي كوليت أفيتال بأنها «إباحية» وتساءلت «ما إذا كانت أفضل طريقة لتشجيع السياحة هي الإعلان عن الجنس». القنصلية الإسرائيلية في نيويورك التي صممت الحملة دافعت عنها بالقول إن «صورة إسرائيل بين الرجال الذين تتراوح أعمارهم بين 18 و 38 عامًا غير موجودة... لذلك اعتقدنا أننا سنقترب منهم بصورة يجدونها جذابة».
في عام 2008، نظمت وسم إسرائيل حملة بقيمة مليون دولار في منطقة تورنتو الكبرى. تضمنت الحملة إعلانات تسلط الضوء على التطورات الطبية الإسرائيلية والتكنولوجيا، بما في ذلك شهادات من المرضى الذين استفادوا من الابتكارات الطبية الإسرائيلية. استهدفت على وجه التحديد المجتمعات الآسيوية في تورونتو.  وفقًا للقنصل الإسرائيلي العام أمير جيسين، كانت تورنتو بمثابة اختبار للحملة.  وسم إسرائيل كانت حاضرة أيضًا في نسخة 2009 من مهرجان تورنتو السينمائي الدولي. أدان كين لوتش وجين فوندا وديفيد بيرن وجون غريسون تعاون المهرجان مع وسم إسرائيل. 
في عام 2010، أطلقت وسم إسرائيل حملة «الخارج في إسرائيل» في سان فرانسيسكو وهو مهرجان لمدة شهر لعرض مشهد المثليين لسكان كاليفورنيا. كما هو الحال مع حملة مكسيم، كان الهدف المعلن هو إظهار إسرائيل في سياق لا يتعلق بالسياسة أو الحرب. كان الهدف الآخر هو مواجهة التصورات السلبية النابعة من إطلاق النار القاتل في مركز المثليين العام الماضي في تل أبيب. أدان النقاد ذلك باعتباره شكلاً من أشكال الغسيل الوردي.

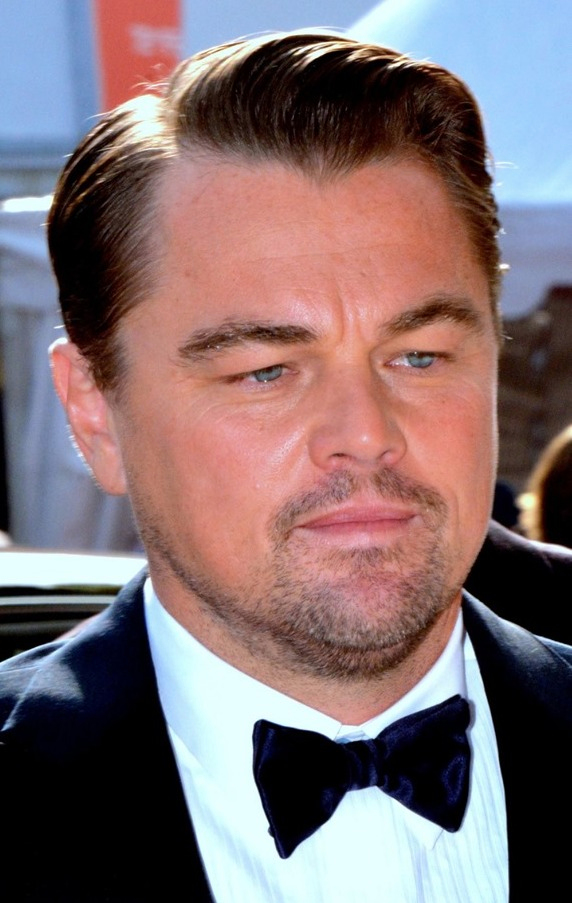
استقطبت وسم إسرائيل نجوم هوليوود مثل ليوناردو دي كابريو برحلات مجانية إلى إسرائيل.

في عام 2016، قدم 26 من المشاهير الذين رشحوا لجائزة الأوسكار حقائب هدايا مع رحلات لمدة 10 أيام إلى إسرائيل بتمويل من الحكومة الإسرائيلية. ومن بين الممثلين والممثلات الذين عرضوا حقائب الهدايا، كان ليوناردو دي كابريو، وسيلفستر ستالون، ومارك رايلانس، وكيت بلانشيت، وجنيفر لورنس، ومات ديمون، وكيت وينسليت. وقال وزير السياحة الإسرائيلي إن المشاهير هم من «رواد الرأي الذين نرغب في استضافتهم» والذين سيحصلون على فرصة «لتجربة البلد بشكل مباشر». وفقًا لتقارير إعلامية، كانت قيمة الرحلة حوالي 55000 دولار لكل منها، لكن المسؤولين الإسرائيليين قالوا إنها كانت تتراوح بين 15000 و 18000 دولار فقط. حث النشطاء المؤيدون للفلسطينيين المشاهير على رفض أخذ أكياس الهدايا. وفقًا لكاثرين روتنبرغ، لم يستفد أي من المشاهير من الرحلات المجانية.
في عام 2017، رعت الحكومة الإسرائيلية جولات مجانية لـ«الأرض المقدسة» لأحد عشر لاعبًا في الدوري الوطني لكرة القدم. قال وزير السياحة الإسرائيلي إنه من خلال زيارة إسرائيل، سيكون اللاعبون بمثابة «سفراء النوايا الحسنة» ووزير الشؤون الإستراتيجية، جلعاد أردان، أن «استضافة المؤثرين وصناع الرأي من ذوي المكانة الدولية في مختلف المجالات، بما في ذلك الرياضة» كان جزءًا من الكفاح ضد حركة المقاطعة BDS. انسحب ستة من اللاعبين الأحد عشر من الرحلة.  ميخائيل بينيت، الذي كان أحد اللاعبين الذين رفضوا الذهاب، قام بتغريد صورة مارتن لوثر كينغ الإبن وكتب أنه لم يكن على علم بأن الغرض من الرحلة كان جعله «على حد تعبير مسؤول حكومي، «مؤثر وصانع الرأي» والذي سيكون حينها «سفير النوايا الحسنة».»
سلسلة الموائد المستديرة الشيف هو مهرجان سنوي للطعام في تل أبيب ترعاه أمريكان إكسبريس بالشراكة مع وزارة الشؤون الخارجية والذي يدعو طهاة من جميع أنحاء العالم. جادل نشطاء BDS بأن الموائد المستديرة هي جزء من حملة وسم إسرائیل لتطبيع إنكارها المستمر لحقوق الفلسطينيين. في عام 2018، وقع أكثر من 90 متخصصًا في صناعة المواد الغذائية على خطاب مفتوح يحث الطهاة على الانسحاب من الحدث.

## المفاهيم ذات الصلة
يصف كريلي ومانور إستراتيجية وسم التي يسمونها «وسم الأمم المتحدة» والتي يجادلون بأنها يمكن أن تكون بمثابة بديل للكيانات الإسرائيلية. لتجنب سمعة الدولة المشوهة، يقلل الكيان من أهمية ارتباطه بإسرائيل.
تعتبر جوي إليسون «وسم إسرائيل» نوعًا بلاغيًا. ومن وجهة نظرها، فإن الخطاب يشمل استغلال حقوق المرأة وحقوق المثليين للقول بأن إسرائيل متفوقة على فلسطين.

### اقتباسات
1. ↑  Barghouti 2012
2. ↑  Puar 2011.
3. ↑  Barghouti 2011; Barghouti 2012
4. 1 2  Barghouti 2011.
5. 1 2 3 4 5  Crilley & Manor 2020.
6. ↑  Shai 2018.
7. ↑  Aked 2020.
8. ↑  Klein 2012.
9. ↑  Pappé 2018.
10. ↑  Klein 2012
11. ↑  Bouarrouj 2016.
12. ↑  Bouarrouj 2016
13. ↑  Meranda 2007.
14. ↑  Meranda 2007
15. ↑  Levy-Ajzenkopf 2008.
16. ↑  Schulman 2012.
17. ↑  Walters 2009.
18. ↑  Solomont 2010.
19. ↑  Puar 2010.
20. 1 2  Steinberg 2016.
21. 1 2  Reuters 2016.
22. ↑  Rottenberg 2017.
23. 1 2 3  Steinberg 2017.
24. 1 2  The Guardian 2017.
25. ↑  Mastrianni 2018.
26. ↑  Orlow 2018.
27. ↑  Ellison 2013.